# Palazzo Masi
Il Palazzo Masi è uno dei palazzi monumentali di Avigliano.

## Storia
Inizialmente edificato nel Seicento venne ampliato nel secolo successivo, distrutto nel 1760 per un incendio, dopo due anni venne ristrutturato grazie a Domenico Antonio Masi. Parte dei suoi lavori del 1765 sono andati persi in quelli degli anni 1980, in quell'occasione venne smantellata la cappella gentilizia.

## Architettura
Si trova vicino al Palazzo Salinas, l'ingresso è costituito da un portale dove si osserva lo stemma in pietra della famiglia.